# Вигляд зверху кращий
«Вигляд зверху кращий» («Вид згори кращий», англ. View from the Top) — романтична комедія за участю Гвінет Пелтроу, Крістіни Епплгейт і Майка Майерса. Прем'єра відбулася 21 березня 2003 року в США. Фільм зняв бразильський режисер Бруно Барето.

## Зміст
Донна — дівчина з провінції. Але вона чітко знає, що потрібно зробити, щоб вирватися з сірих буднів. Героїня влаштовується стюардесою в міжнародну авіакомпанію і тепер до її послуг буде цілий світ. Але це потім, а спочатку потрібно освоїтися на своїй новій посаді.

## Ролі
| Актор             | Роль                |
| ----------------- | ------------------- |
| Гвінет Пелтроу    | Донна Дженсон       |
| Крістіна Епплгейт | Христина Монтгомері |
| Марк Руффало      | Тед Стюарт          |
| Кендіс Берген     | Саллі Вестон        |
| Джошуа Маліна     | Ренді Джонс         |
| Келлі Престон     | Шері                |
| Роб Лоу           | Стів Бенч           |
| Майк Майерс       | Джон Вітні          |
| Марк Блукас       | Томмі Боулей        |
| Стейсі Деш        | Анджела Сеймона     |
| Джон Френсіс Делі | Родні               |

## Знімальна група
- Режисер — Бруно Барето
- Сценарист — Ерік Волд
- Продюсер — Бред Грей, Метью Бер, Боббі Коен